# Gas d'aria
Il gas d'aria è una miscela di azoto, monossido di carbonio e, in minima parte, anidride carbonica e idrogeno, che si ottiene facendo bruciare carbone o legna in presenza di una quantità d'aria insufficiente a far avvenire una combustione completa.
I bruciatori dove avviene il suddetto processo sono detti gassogeni, apparecchiature costituite da una camera cilindrica di lamiera alta 3-5 metri con diametro di 2 metri e ricoperta all'interno di materiale refrattario. Alla base è posta una griglia a forma di cono su cui è appoggiato il coke (2 metri di altezza) e attraverso cui viene immessa l'aria.
Il gas d'aria viene usato in metallurgia.

## Produzione
Innescata la combustione si nota che nella parte prossima alla griglia avviene la combustione completa:
C + O2 →	CO2 ΔH = -97.000 cal 
Essendo la reazione esotermica, si raggiungerà la temperatura di 1200-1250 °C; l'anidride carbonica formatasi passa oltre lo strato di coke e avviene la reazione:
CO2 + C → 2 CO ΔH = +38.200 cal  (equilibrio di Boudouard)
Alla temperatura di 900 °C si verifica che l'equilibrio è quasi tutto spostato a destra, quindi si ha praticamente solamente la presenza di monossido di carbonio, anche se rimane un 2-3% di anidride carbonica, la reazione finale sarà:
2 C + O2	→ 2 CO ΔH = -58.800 cal